# 奥野高廣
奥野 高廣（おくの たかひろ、1904年8月21日 - 2000年5月5日）は、日本の歴史学者。東京大学史料編纂所助教授。学位は、文学博士。現在でも織田信長研究の権威と評されている。

## 人物
兵庫県洲本市生まれ。1928年に國學院大學を卒業後、東京帝国大学史料編纂掛に勤務、『大日本史料』第2・9・10編や『史料綜覧』の編修に携わる。1941年に東京帝国大学史料編纂官補、1954年に東京大学史料編纂所助教授に就任。引き続き『大日本史料』第10・11・12編の編修にあたった。
1965年の定年退職後は、東京造形大学教授として1978年まで務めた。1945年以来、國學院大學講師も長く務めた。
日本の戦国時代史を専門とし、織豊政権研究の水準を飛躍的に高めた。また『皇室御経済史の研究』は1945年に帝国学士院恩賜賞を受賞した。

## 著書
- 『皇室御経済史の研究』全2冊 畝傍書房、1942-1944年
- 『織田信長』 春秋社、1944年
- 『言継卿記──転換期の貴族生活』 高桐書院、1947年
- 『信長と秀吉』 至文堂、1955年
- 『武田信玄』（人物叢書） 吉川弘文館、1959年
- 『足利義昭』（人物叢書） 吉川弘文館、1960年
- 『戦国大名』 塙書房、1960年
- 『戦国時代』 人物往来社、1963年
- 『織田信長文書の研究』全2冊 吉川弘文館、1969-1970年 / 『同』補遺・索引 吉川弘文館、1988年
- 『信長公記』角川文庫　1969年（岩沢愿彦との共同校注）
- 『戦国武将と民衆』 新人物往来社、1971年
- 『戦国時代の宮廷生活』 続群書類従完成会、2004年